# Habitus (biologija)
Habitus (ponašanje, izgled) u biologiji označava vanjsko "biće" jednog organizma, što znači ukupnost svih značajnih i tipičnih vidljivih osobina jedne životinje ili biljke, kao i relacije i proporcije koje omogućuju određivanje pripadnosti porodici, rodu ili čak vrsti bez primjene detaljiranih ključeva za određivanje ("određivanje prema habitusu")